# Chevrolet Impala
Chevrolet Impalu osmislio je Chevrolet, dio General Motorsa uvodeći prvi model 1958. godine. Automobil je nazvan po južnoafričkoj antilopi. Ovaj model je do 1965. godine postao najprodavaniji u Sjedinjenim Američkim Državama, natječući se protiv Forda Galaxyja i Plymoutha Furya koji su tada dominirali na tržištu. Impala se razlikovala dugi niz godina svojim simetričnim trostrukim svjetlima. Chevrolet Impala ostao je najpopularniji model do sredine osamdesetih godina. Chevrolet je devedesetih godina proizvodio Super Sport limuzine temeljene na Chevroletu Capriceu, opremljene 5,7-litarskim V8 motorom.

## Povijest

### Porijeklo i prodaja
Impala je prvi puta predstavljena 1956. godine izdanjem General Motorsa. Automobil je nosio dizajnerska rješenja Chevroleta Corvette. Boja joj je bila metalik smaragdno zelena, s bijelim interijerom i preklopnim krovom. Proizvođači nisu bili sigurni hoće li opstati na tržištu. Chevroletov glavni inženjer, Ed Cole u kasnim 1950-ima je izjavio da je impala "prestiž automobila unutar dosega prosječnog američkog građana". Godine 1958. Klare MacKichan i njegov dizajnerski tim iz Pontiaca počeli su stvarati glavnu ideju i dimenzije za automobil. Prva dizajn za automobil bio je zamijećen u listopadu iste godine. Sedam mjeseci kasnije ideja je bila ostvarena.
Od 1958. do 1996. godine, prodaja Impale je narasla na 13 milijuna, više nego bilo koji drugi automobil u povijesti. Modeli iz 1964. godine prodani su u 1,074,925 jedinica (Impala i Impala SS), gdje je to u SAD-u još rekord. Godina 1965. nije daleko iza s 1,046,500 prodanih jedinica. Impala je 2006. bio šesti najprodavaniji automobil u Sjedinjenim Američkim Državama, izvjestio je Reuters Top 20 najprodavanijih vozila.

## Vanjske poveznice
- Službena stranica
- Impala u časopisu Lowrider  Arhivirana inačica izvorne stranice od 17. ožujka 2011. (Wayback Machine)